# Anhelina Lomachynska
Anhelina Lomachynska –en ucraniano, Ангеліна Ломачинска– (2 de septiembre de 1996) es una deportista ucraniana que compite en halterofilia. Ganó dos medallas en el Campeonato Europeo de Halterofilia, en los años 2022 y 2023, ambas en la categoría de 49 kg.

## Palmarés internacional
| Campeonato Europeo | Campeonato Europeo | Campeonato Europeo | Campeonato Europeo |
| Año                | Lugar              | Medalla            | Categoría          |
| ------------------ | ------------------ | ------------------ | ------------------ |
| 2022               | Tirana (Albania)   | Medalla de plata   | 49 kg              |
| 2023               | Ereván (Armenia)   | Medalla de bronce  | 49 kg              |